# Parexilisia submarginalis
Parexilisia submarginalis là một loài bướm đêm thuộc phân họ Arctiinae, họ Erebidae.